# OHV

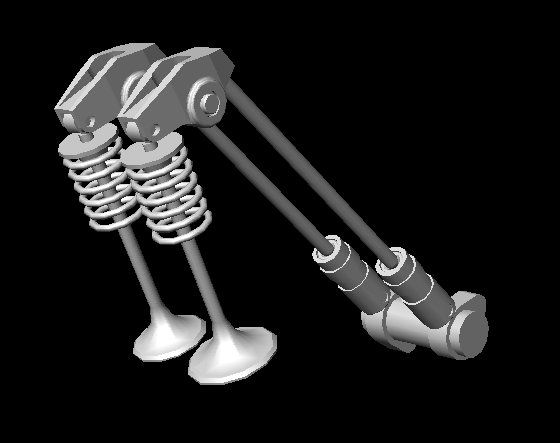
Esquema OHV, bastante utilizados nos antigos motores Harley-Davidson.

OHV (em inglês Over Head Valve) ou em português - Válvulas à Cabeça, designa a colocação das válvulas na cabeça do motor , por oposição à colocação lateral (no bloco). O comando de válvulas dá-se por vareta (ou hastes) ligadas à árvore de cames colocada no bloco do motor.

## Funcionamento
O acionamento das válvulas dá-se com o uso de varetas ou por tuchos hidráulicos e balancins, ou seja, é um acionamento de válvulas indireto. Este sistema apresenta algumas deficiências em comparação com o sistema OHC, como maiores perdas mecânicas e menor resistência a altos regimes de rotação. O sistema de acionamento OHC consiste de um acionamento por uma corrente que liga a arvore de comando central (virabrequim) ao eixo de comando de válvulas,por esta ligação de corrente da-se a durabilidade e o melhor desempenho possível. Por esses e outros motivos esse sistema está caindo em desuso. Entretanto, ainda resiste em motores de projeto mais antigo, em geral motores em V.